# Basiliek van Oostakker-Lourdes
De Basiliek van Oostakker-Lourdes is de kerk van een belangrijk bedevaartsoord in Oostakker, een deelgemeente van Gent.
Het bedevaartsoord kwam er op initiatief van een adellijke vrouw: Markiezin de Courtebourne-de Nédonchel, die toen op het naburige kasteel Slotendries woonde. In 1873 bouwde zij in haar tuin een grot ter ere van Onze-Lieve-Vrouw van Lourdes. Na de inzegening van het beeld aan de grot op 29 juni 1873 vroegen omwonenden en bewoners van het Gentse om te mogen komen bidden aan de grot. Een jaar later is Pieter De Rudder aan de Lourdesgrot op miraculeuze wijze genezen van een open beenbreuk. Door deze genezing ontstond er een grote toeloop van gelovigen. Om de bedevaarders te ontvangen bouwde men in 1876 een kerk in neogotische stijl naar de plannen van architect E. Van Hoecke-Peeters met een lichte aanpassing door architect Jean-Baptiste Bethune in 1875. Ze werd in 1877 ingezegend door de Gentse bisschop Hendrik Frans Bracq en bij het 50-jarig bestaan van het bedevaartsoord in 1924 verheven tot basiliek. Het meubilair is ook neogotisch en ontworpen door J.B. Bethune.
De basiliek is gewijd aan Onze-Lieve-Vrouw Onbevlekte Ontvangenis, de naam waarmee Maria zich bekendmaakte aan Bernadette op 25 maart 1858.
Achteraan rechts in de kerk vindt men een foto en enige informatie over Pieter De Rudder en links een beeld van Bernadette. Links vooraan in de kerk staat het gekroonde beeld van Maria, Onbevlekt Ontvangen. Haar beeld werd gekroond op 5 augustus 1888 in opdracht van Paus Leo XIII.
Boven het hoofdaltaar stelt een retabel drie grotten voor: de grot van Jezus' geboorte te Bethlehem, de grot van Jezus' verrijzenis en deze van Lourdes. Op een van de glasramen boven het hoogzaal staat de H. Alfonsus van Liguori afgebeeld. Een kleindochter van markiezin De Courtebourne werd immers redemptoristin. Zeer mooi is de afbeelding van het H. Hart in de voorste zijkapel links.
Door toedoen van onder ander Markiezin de Courtebourne, werd Oostakker-Lourdes ook de bakermat van een indrukwekkende onderwijscampus.
In een van de 2 torens hangt ook een beiaard met 49 klokken, gegoten door Klokkengieterij Michiels in 1954. Maar het klavier is tijdelijk weggehaald bij een restauratie in 1978 en is nog niet teruggeplaatst tot op heden.

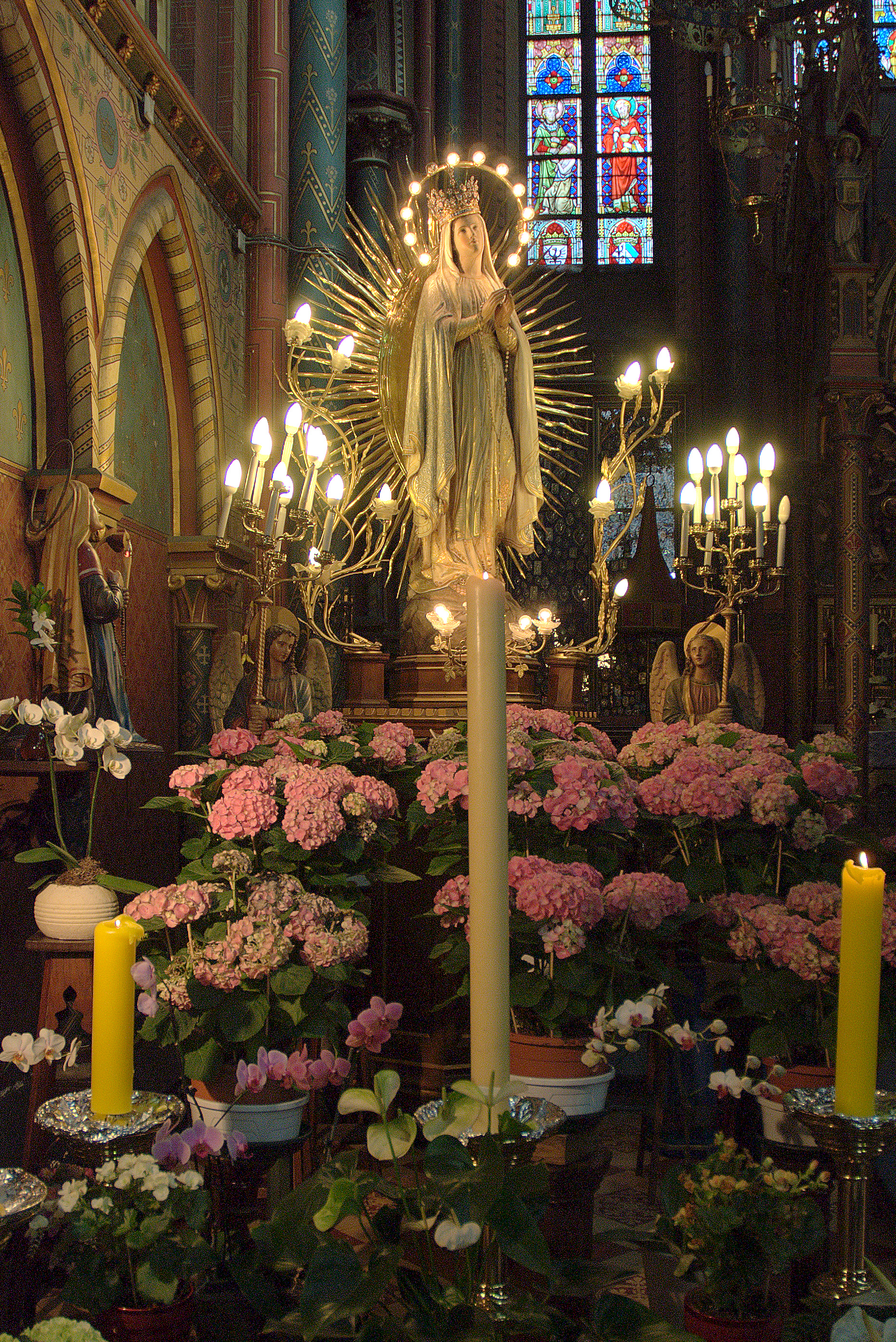
Het gekroonde Mariabeeld
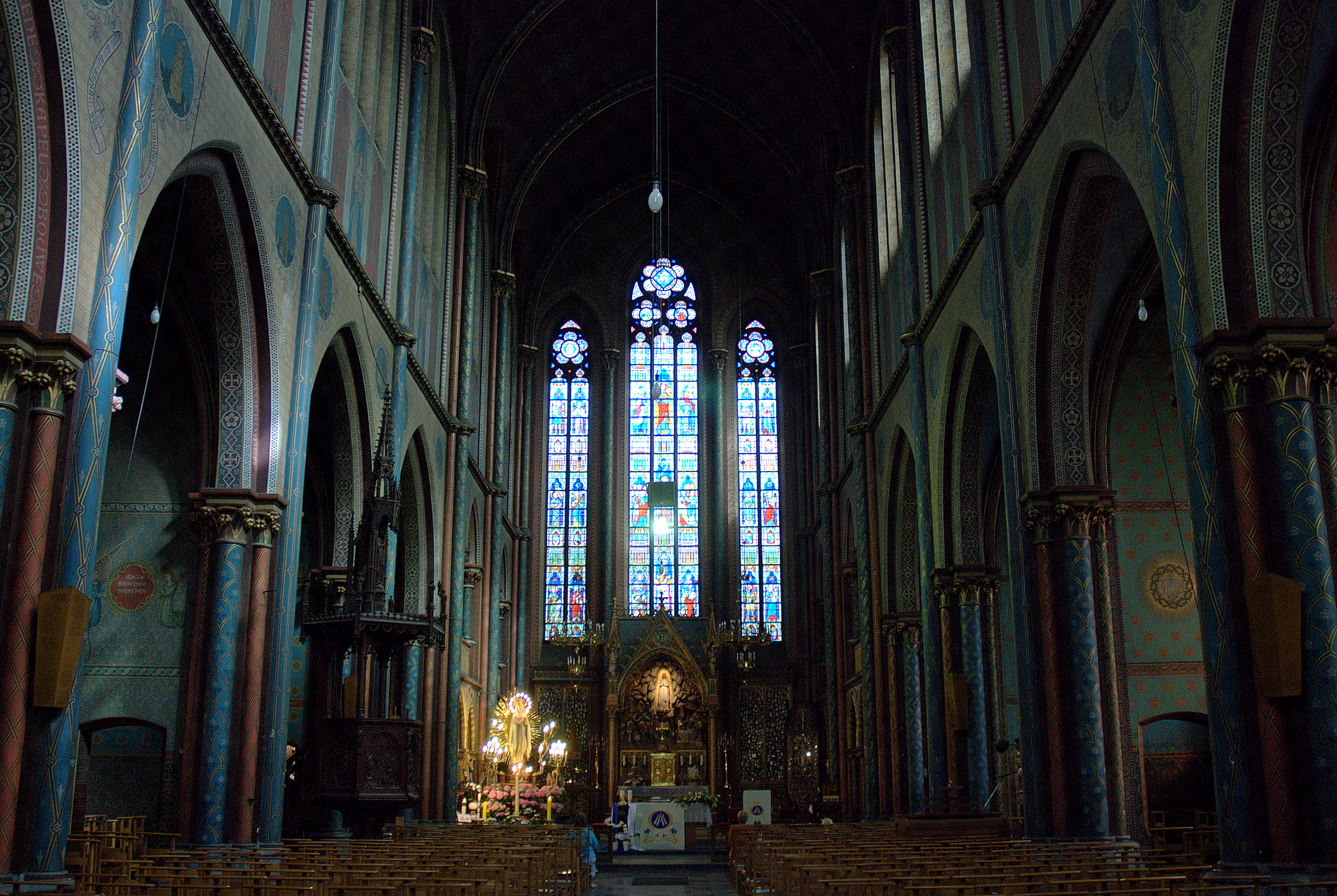